# بشیر زهدی
بشیر زهدی (۱۹۲۷) تاریخ‌دان و باستان‌شناس سوری است. تاریخ برپایی شهرها در سوریهٔ عصر هلنی و رومی، برپایی و بازسازی شهرهای سوریه، نقشینه‌های کهن در موزه ملی و هنر کاشی از آثار اوست.